# 阿傑隆省
阿傑隆省（阿拉伯语：‎）是約旦的一個省份，位於該國西北部。面積420平方公里，2004年人口118,305人。首府阿傑隆。下分2區。
1. ↑  . hdi.globaldatalab.org.   [2018-09-13] （英语）.